# Francisco Nevárez
Francisco Javier Nevárez Pulgarín (ur. 3 grudnia 2000 w Ciudad Juárez) – meksykański piłkarz występujący na pozycji prawego obrońcy, od 2024 roku zawodnik El Paso Locomotive.